# Stepmania
Stepmania és un videojoc de simulació inspirat en Dance Dance Revolution. És programari lliure i gratuït i es troba disponible per als sistemes operatius Linux, Windows i Mac OS X. És idèntic a Dance Dance Revolution amb la diferència que l'usuari hi pot incorporar novetats lliurement en el programa, com ara les cançons que li agradin, caràtules, anunciadors, etc. És 100% accessible i es pot modificar al gust de la persona, però tot sempre mantenint l'estil clàssic del seu nucli., A més a més s'hi poden afegir paquets (packs) amb cançons molt fàcils de trobar a Internet en pàgines electròniques vinculades amb aquest programari. També es poden crear fitxers al gust de cada usuari, ja que el programari admet formats com ara mp3, wav, wma i ogg. Es fan servir gràfics en tres dimensions i senzills. Els nivells de dificultat són idèntics al seu nucli Dance Dance Revolution en incorporar un sisè nivell que cal editar al gust d'un anomenat "Edit" de color plom. Es poden fer servir diversos dispositius compatibles, pistes de ball, una mena de catifa multicolor on ens mourem per a marcar els passos del ball. A partir de suports opcionals l’Stepmania pot suportar altres plataformes de ball com ara Pump it up i Techno Motion, entre d'altres. Aquest simulador està incorporat, per la seva gran evolució, al sistema de joc en xarxa que fins i tot té una opció que permet jugar normalment, però amb gent d'altres països mitjançant un xat integrat en el mateix programa. Les puntuacions llavors aniran a un servidor de la xarxa on es mostra la puntuació de cada jugador. Cada participant ha de tenir un compte amb el seu propi nom d'usuari i contrasenya per a poder accedir al joc en línia. Per la seva popularitat i la seva manera original per incorporar temes al gust de cadascú, igualment que els gairebé infinits temes dels quals disposa Stepmania ha guanyat un gran respecte entre les comunitats presents en la xarxa. És un joc pràcticament gratuït, molt fàcil de configurar i molt saludable, ja que permet els moviments i estimula una millora adaptada a cadascú.